# Mathematica Applicanda
Mathematica Applicanda (Roczniki Polskiego Towarzystwa Matematycznego Seria III) – czasopismo wydawane przez Polskie Towarzystwo Matematyczne od 1973 roku.

## Tematyka
Mathematica Applicanda wypełniając statutowe zadania Polskiego Towarzystwa Matematycznego poświęcona jest wszystkim aspektom zastosowań  matematyki i ludzi z nią związanych. Prezentuje artykuły przeglądowe, popularyzatorskie i historyczne, a także informacje o wydarzeniach naukowych, zjazdach, konferencjach i matematykach. Publikowane są również recenzje książek matematycznych.
Wychodząc poza krąg matematyków profesjonalistów, chce trafić także do przyszłych matematyków i nie-matematyków, którzy chcą wiedzieć, czym jest matematyka stosowana w nauce i jak służy ona społeczeństwu. Stawia sobie za cel poszerzenie kręgu sympatyków matematyki, jej metod i jej zastosowań w służbie społeczeństwa. Publikacje są referowane w MathSciNet. Od 2018 jest dostępna na portalu Biblioteki Wirtualnej Nauki. Artykuły są dostępne na licencji CC-SA-BY.

## Dotychczasowi redaktorzy naczelni
- Marceli Stark w 1973
- Robert Bartoszyński w latach 1974–1987 do tomu XXIX
- Andrzej Kiełbasiński w latach 1987–1999 do tomu XLI
- Witold Kosiński w latach 2000–2011 do tomu LIV
- Krzysztof Szajowski[5] 2012–2019 do tomu LXIII
- Krzysztof Burnecki[6] 2020 r., tom LXIV
- Jacek Miękisz[7] w latach 2021–2022, tomy LXV–LXVI
- Agnieszka Wyłomańska, od 2022 r.[8]